# Espiridó de Tremithous
Espiridó de Tremithous   (Askeia, c. 270 (Gregorià) - Tremetussià, 348) en grec Ἅγιος Σπυρίδων , fou un bisbe de Tremithous (Xipre). És venerat com a sant a les esglésies occidentals i orientals.

## Biografia
Espiridó havia nascut a Asha (Xipre), on treballà com a pastor. Va destacar per la seva pietat i caritat. Casat, va tenir una filla i en quedar-se vidu va entrar en un monestir, mentre la seva filla Irene es feia monja en un altre.
Va ser elegit bisbe de Tremithous (actual Tremetousia, al districte de Larnaca) i intervingué al primer concili ecumènic, el Concili de Nicea en 325, on defensà l'ortodòxia enfront dels arrians. Rufí d'Aquileia el presenta com un home excepcional comparable als Profetes. Va ser perseguit per l'emperador Maximí, que va manar que li arrenquessin l'ull dret, i el va condemnar a treballar a les mines. Quan va morir l'emperador, va tornar a fer de pastor.
Va convertir un filòsof pagà al cristianisme fent servir un tros de ceràmica: va demostrar-li com un únic fragment pot estar compost per tres elements diferents (foc, aigua i fang), fent una metàfora del dogma cristià de la Santíssima Trinitat. La llegenda diu que, en acabar el seu discurs, el tros de ceràmica cremà, rajà aigua que caigué a terra i es convertí en pols que restà a la seva mà.
Espiridió devia morir cap a l'any 343 o 348. Una Vida del sant escrita per Lleonci de Neàpolis en versos iàmbics s'ha perdut, però es conserva un Panegíric de Teodor de Pafos llegit el 655 en una reunió de bisbes, on s'enumeren disset miracles fets per Espiridió, entre ells la resurrecció d'Irene.

## Miracles atribuïts
Rufí d'Aquileia enumera alguns miracles fets per Espiridó, però en destaca dos, més propis del folklore que de la literatura cristiana hagiogràfica. El primer va tenir lloc quan, tot i ser bisbe, seguia treballant com a pastor d'ovelles. Durant la nit, uns lladres van voler robar el seu ramat, però van quedar immobilitzats per una espècie de "llaços invisibles". Quan Espiridó va arribar l'endemà al matí els va trobar penjats al corral i lligats amb fils invisibles. Els va renyar i els va "deslligar", donat a cadascú una ovella i els va dir que era millor obtenir les coses amb pregàries que robant. Espiridió recorre a la defixio (en grec: κατάδεσμος katádesmos) amb la qual es podia lligar un enemic o atraure sobre ell un càstig diví. La immobilització dels culpables era senyal d'una intervenció divina directa, i hi creien tant els cristians com els pagans.
El segon miracle que explica Rufí indica que Espiridió podia travessar els límits de la condició humana, entrant en contacte amb el més enllà mitjançant la comunicació amb els morts. Irene, la seva filla, havia mort, i es va presentar un home davant del bisbe per a reclamar una quantitat de diners (o un braçalet d'or, segons una altra font) que feia temps havia confiat a la noia. Van buscar per tota la casa però sense èxit, i commogut per les llàgrimes de l'home, Espiridió es va apropar a la tomba de la seva filla i la va cridar pel seu nom. La filla va contestar des del sepulcre i li va indicar on era enterrat el tresor.

## Veneració
La seva vida fou recollida per Simeó Metafrastes i Sozomè. Sebollit a la seva catedral, quan els àrabs prengueren Xipre, el seu cos fou portat a Constantinoble; en desenterrar-lo, es trobà incorrupte i amb una mata d'alfàbrega que hi havia nascut, fet que es prengué com a signe de la seva santedat. En 1453, quan Constantinoble caigué en mans dels turcs, el cos fou traslladat a Corfú pel monjo Kalohairetis; les seves relíquies hi continuen, essent tretes en processó el Diumenge de Rams. La relíquia de la mà dreta és a Roma.
És venerat com a patró dels ceramistes i de l'illa de Corfú, on fou proclamat "Αγιος Σπυρίδων ο πολιούχος", "Sant Espiridó, Custodi de la Ciutat", i on acabà amb una epidèmia de pesta i, també segons la llegenda, amb el setge turc de 1716.

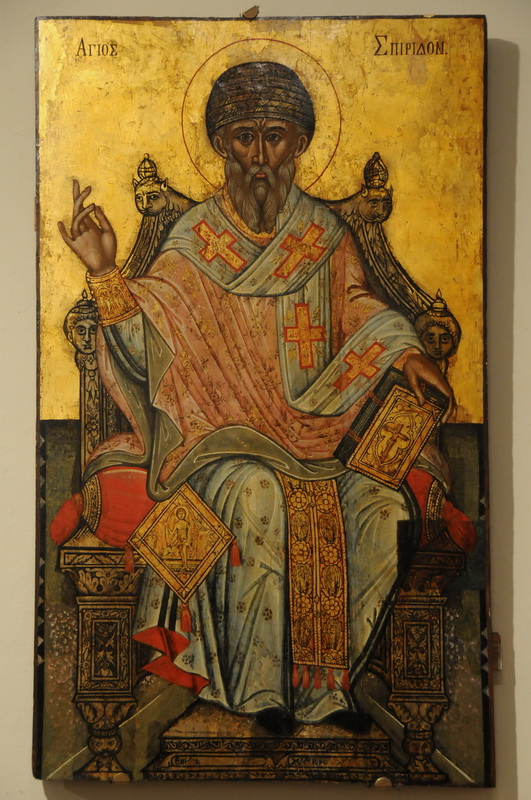
Icona oriental
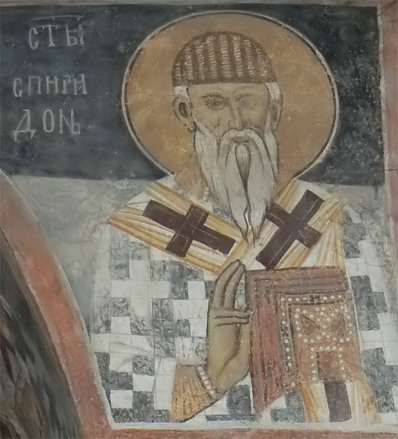
Fresc al monestir de Zemen (Bulgària)
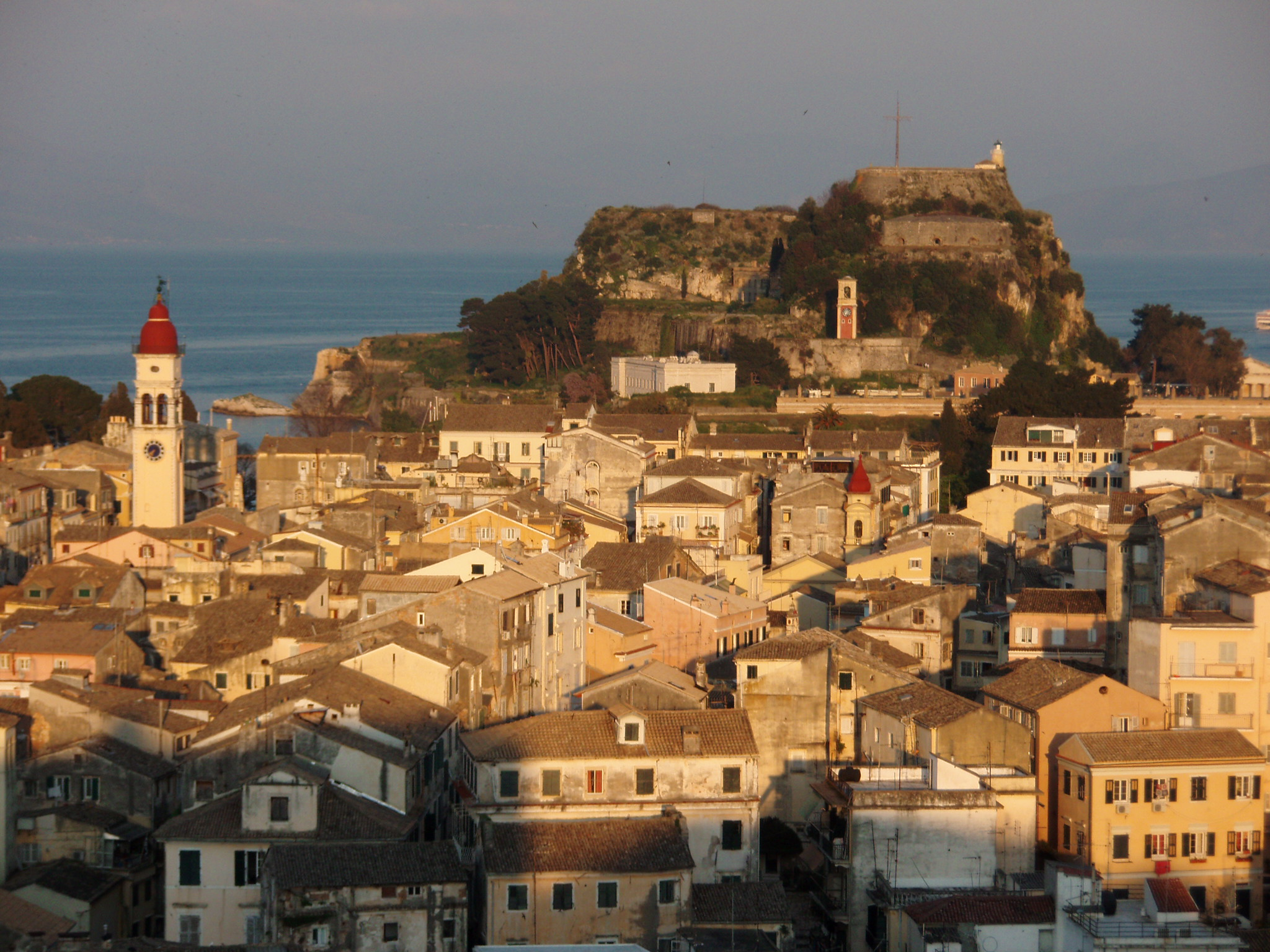
Corfú; a l'esquerra, campanar de S. Espiridó, amb la tomba del sant